# Montesia leucostigma
Montesia leucostigma là một loài bọ cánh cứng trong họ Cerambycidae.